# King Salmon Creek
King Salmon Creek är ett vattendrag i Kanada.   Det ligger i provinsen British Columbia, i den västra delen av landet, 4 100 km väster om huvudstaden Ottawa.
I omgivningarna runt King Salmon Creek växer i huvudsak barrskog. Trakten runt King Salmon Creek är nära nog obefolkad, med mindre än två invånare per kvadratkilometer.